# Кинор 16СХ-2М
«Кинор» 16СХ—2М — советский киносъёмочный аппарат для узкой 16-мм киноплёнки, оснащённый сопряжённым визиром с зеркальным обтюратором и поворотной лупой сквозной наводки. Входил в линейку профессиональных камер «Кинор» и предназначался для синхронных съёмок новостных сюжетов на телевидении.

## История
Прототипом стал созданный в 1965 году в МКБК ручной узкоплёночный аппарат 16СХ оригинальной конструкции. Однако, крупносерийное производство было налажено лишь через десять лет после модернизации. Были выпущены две версии: турельная «Кинор» 16СХ—М с револьверной головкой на три сменных объектива, и 16СХ—2М, рассчитанная на один сменный объектив. Камеры предназначались для синхронной съёмки телевизионных сюжетов, поскольку видеокамер для тележурналистики в СССР ещё не существовало. В отличие от турельной модели, оснащавшейся обтюратором с регулируемым углом раскрытия, обтюратор модели 16СХ—2М был нерегулируемым, что упрощало конструкцию и делало её более надёжной. Последняя модель штатно оснащалась десятикратным профессиональным вариообъективом 16ОПФ1—2М—01 с диапазоном фокусных расстояний 12—120 мм и широкоугольным объективом 10 мм. В другой комплектации был вариообъектив 16ОПФ12—1с и широкоугольная насадка 0,75×. Аппарат позволял использовать большинство киносъёмочных объективов в стандартной оправе, в том числе от камер типа «Красногорск» старого образца с байонетным креплением. На базе семейства 16СХ была разработана штативно-плечевая синхронная камера 2СР со встроенным устройством записи фонограммы на боковую магнитную дорожку киноплёнки.

## Описание конструкции
Аппарат 16СХ—2М оснащался односторонним однозубым грейфером с однозубым контргрейфером и зеркальным обтюратором нижнего расположения с постоянным углом раскрытия. Конструкция позволяла вести съёмку на киноплёнку как с односторонней, так и с двухсторонней перфорацией. Быстросменные полуторные кассеты магазинного типа ёмкостью 30 и 120 метров были рассчитаны на ролики киноплёнки, намотанной на стандартные сердечники 16×50. Малые кассеты также могли заряжаться киноплёнкой на бобинах от «Красногорска», допускающих перезарядку на свету. Для использования последних с приводных фланцев снимались штатные тарельчатые наматыватели. Основные узлы лентопротяжного тракта, за исключением грейфера с контргрейфером и передних салазок фильмового канала, размещались в кассетах, сокращая время перезарядки до нескольких секунд. Непрерывное перемещение киноплёнки осуществлялось комбинированным зубчатым барабаном, расположенным в кассете вместе с прижимными роликами.
Лупа сопряжённого визира с увеличением 9,5×, оснащённая диоптрийной коррекцией по глазу оператора, могла поворачиваться на 360° в одной плоскости без компенсации поворота изображения. Поворот лупы обеспечивал комфортное визирование при низком или чрезмерно высоком положениях аппарата, но при этом наблюдаемое изображение было повёрнуто на угол, соответствующий повороту лупы. Кроме поворота, лупа могла выдвигаться из корпуса для настройки под левый глаз оператора. Фокусировка производилась по изображению на матовом стекле или шкалам дистанций на объективах.
Конструкция привода — съёмная, позволявшая использовать различные его типы. Основной электропривод 29ЭПСС постоянного тока питался от блока из 8 аккумуляторов СЦС—5, носимого на плече оператора, и был рассчитан на одну стабилизированную частоту киносъёмки 25 кадров в секунду. Дополнительно выпускались приводы 28ЭПСС с более широким диапазоном частот 8—64 кадров в секунду, и синхронные сетевые 10ЭПС и 11ЭПС, рассчитанные на частоту 24 и 25 кадров в секунду соответственно. Все приводы оснащались интерфейсом «Пилот-Тон», обеспечивавшим синхронизацию движения киноплёнки в аппарате с магнитофоном «Награ» (англ. Nagra) для записи синхронной фонограммы. «Кинор» 16СХ—2М обладал невысоким уровнем шума механизма 42 дБ и был пригоден для синхронной съёмки.
С появлением портативных видеокамер, более удобных, чем киносъёмочные аппараты в телевизионном производстве, 16-мм аппараты серии «Кинор» были вытеснены ими. В настоящее время существуют усовершенствованные версии этих аппаратов, оснащённые телевизирами, байонетом стандарта PL и электроприводами с цифровым управлением. Также существуют аппараты с увеличенным кадровым окном, адаптированные под формат «Супер-16».